# 比爾 (阿爾高州)
47°26′11″N 8°12′21″E / 47.43635440000001°N 8.2059141°E

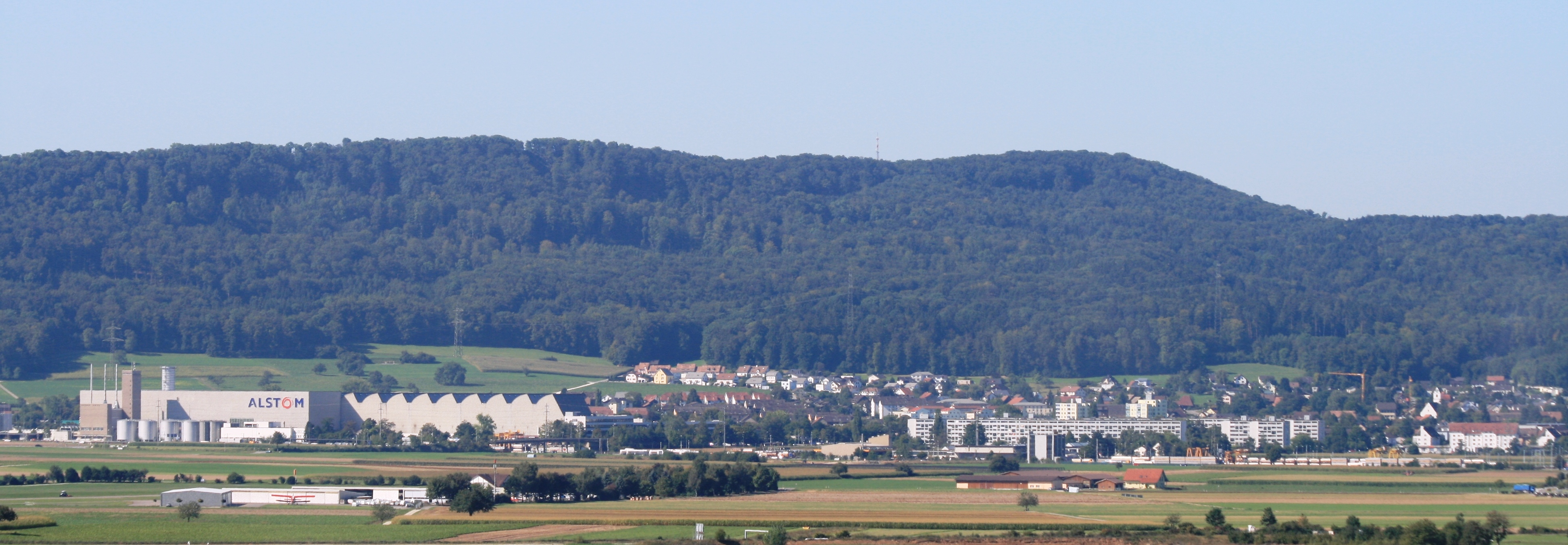

比爾是瑞士的城鎮，位於該國北部。由阿爾高州負責管轄，面積5.05平方公里，海拔高度352米，2012年人口4,210，三成半人口信奉羅馬天主教，人口密度每平方公里834人。